# Gresufes
Gresufes es una aldea portuguesa situada en la freguesía de Balazar, del municipio de Póvoa de Varzim y distrito de Oporto.

## Toponimia
Grezufes es un nombre de origen suevo.

## Historia
La aldea fue parroquia hasta 1442, año en que se decidió la fusión con la parroquia vecina de Casal (Santa Eulália) para formar una única parroquia, la de Balasar.
En Gresufes nació Alexandrina Maria da Costa, una beata católica beatificada por el Papa Juan Pablo II.